# Digo
Die Digo sind eine ethnische und linguistische Bevölkerungsgruppe, die in der Nähe des Indischen Ozeans, im Kwale County im Süden Kenias und in Tanga in Nordtansania beheimatet ist. 1994 wurde die Bevölkerung auf 305.000 geschätzt, mit 217.000 ethnischen Digo in Kenia und nach einer Schätzung von 1987 mit 88.000 in Tansania.
Die Digo sind ein Teil der aus neun kleineren Gruppen oder Stämmen bestehenden Gruppe der Mijikenda. Ihre Sprache wird von ihnen selbst Chidigo genannt und zählt zur Gruppe der Bantusprachen. Mehr als 90 Prozent der Digo sind Muslime.
Ein bekannter Unterhaltungstanz, der bei Familienfeiern und nationalen Feiertagen aufgeführt wird, heißt Sengenya. Zu dessen Begleitensemble gehören sechs Trommeln, die Bambusquerflöte chivoti, die konische Oboe nzumari und als Takt gebende Perkussionsinstrumente der Blechteller patsu und die Gefäßrassel nzuga.